# Fundação da Memória Republicana Brasileira
A Fundação da Memória Republicana Brasileira é uma instituição pública de incentivo à cultura e educação, localizada em São Luís do Maranhão, Sediada no Convento das Mercês, no coração do bairro do Desterro, na rua da Palma, 402.
Foi criada pela Lei Nº 9.479, de 21 de outubro de 2011, sancionada pela governadora Roseana Sarney. A fundação tem personalidade jurídica de direito público e duração ilimitada, sem finalidade lucrativa, dotada de autonomia administrativa e financeira, e de patrimônio próprio, possuindo jurisdição em todo o Estado do Maranhão. 

## Histórico
O prédio-sede da fundação, o Convento das Mercês, construído no século XVII, pertenceu ao estado maranhense de 1905 até 1990, quando o então governador João Alberto, aliado de José Sarney, concedeu o edifício histórico à fundação, criada pelo ex-presidente como Fundação José Sarney, para administração do acervo do período em que foi Presidente da República. Em outubro de 2011, a governadora Roseana Sarney assinou a lei que estatizava a fundação, e que passaria a ser chamada de Fundação da Memória Republicana Brasileira.
A FMRB passou por um processo de reestruturação a partir de 2015,  com a reforma do Convento das Mercês e fortalecimento do seu caráter público, social e educacional.

## Competências
A Fundação tem por finalidade:
- I - a promoção dos ideais republicanos e da República Federativa do Brasil;
- II - a pesquisa e o registro de fatos da História do Brasil e, particularmente, do Maranhão;
- III - o estudo e o debate dos problemas brasileiros, em especial dos maranhenses;
- IV - a defesa, a preservação e a divulgação do patrimônio histórico e cultural, material e imaterial, do povo brasileiro;
- V - a defesa, a preservação e a divulgação do patrimônio histórico e cultural das íbero-americanas e lusófonas, e a promoção da amizade e do intercâmbio cultural entre seus povos;
- VI - a guarda, a preservação, a organização e a divulgação os acervos documentais, bibliográficos, iconográficos e artísticos do Patrono da Fundação, José Sarney;
- VII - a promoção do desenvolvimento, a formação de lideranças jovens e a preparação de recursos humanos para as necessidades da sociedade maranhense;
- VII - o ensino em seus diversos graus, o incentivo a estudos, pesquisas e projetos de natureza cultural e educacional, inclusive mediante a realização de concursos, a atribuição de prêmios e a concessão de bolsas.

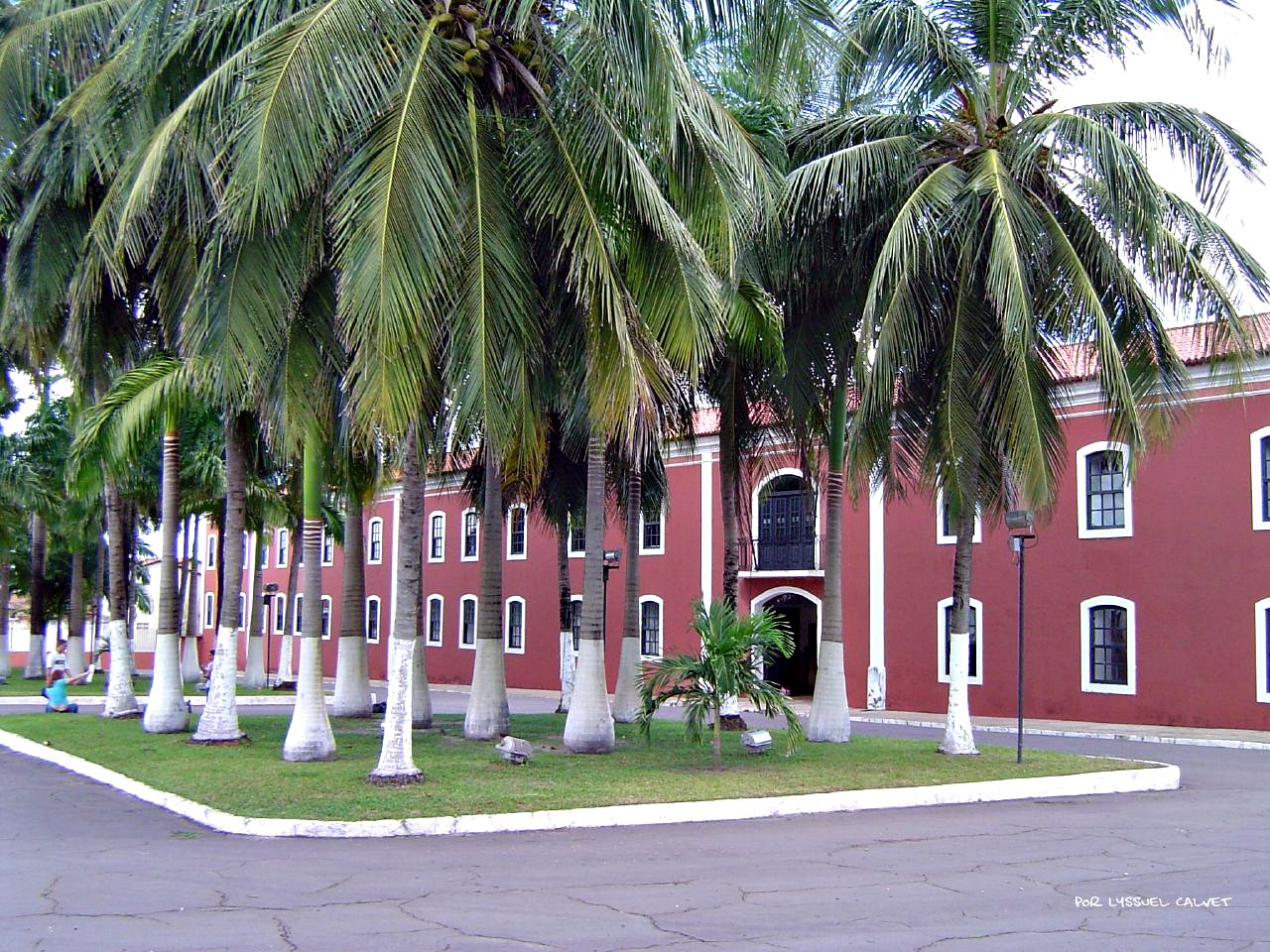
Fachada do Convento das Mercês, sede da Fundação

Ao vincular a instituição à estrutura administrativa da Secretaria de Educação, o Governo do Estado do Maranhão efetiva, na prática, as finalidades estabelecidas pelo artigo 215, da Carta Magna do País, que determina: "O Estado garantirá a todos o pleno exercício dos direitos culturais e acesso às fontes da cultura nacional, e apoiará e incentivará a valorização e a difusão das manifestações culturais."
E mais do que apoio, incentivo e valorização da cultura nacional, a Fundação da Memória Republicana tem atuado como uma autêntica "escola paralela", realizando eventos de caráter educativo, fomentando a aprendizagem e incentivando estudos e pesquisas, a exemplo das exposições "A Construção da Memória Republicana Brasileira", "Símbolos: Memória de uma República", do I Encontro de Música de Câmara, das atividades recreativas, como o projeto Férias com Arte e o Dia das Crianças, com exibição de filmes educativos, atividades lúdicas, distribuição de lanches e brinquedos.
Até julho de 2013, mais de 12 mil pessoas já visitaram as instalações da Fundação, com um número expressivo de alunos de escolas públicas estaduais e municipais de todo o Maranhão. O mês junho foi inteiramente dedicado a palestras e discussões em alusão ao centenário de morte de Aluísio Azevedo, num evento que atraiu aproximadamente 1.000 pessoas, presentes em debates, incluindo estudantes, professores, pesquisadores e interessados no tema em geral.
Em 2016, recebeu a primeira unidade do Ponto do Saber, projeto que busca a inclusão digital, com a universalização da internet, permitindo ao público o acesso a serviços on-line, educação e atividades multidisciplinares.
Em 2018, foram oferecidos cursos de Informática Básica e Inglês em parceria com o Instituto Estadual de Educação, Ciência e Tecnologia do Maranhão (IEMA), unidade vocacional da Praia Grande. A FMRB também promove outros cursos e oficinas ao longo do ano, além da realizar eventos, exposições, festivais, seminários e reuniões, buscando a integração com a comunidade do bairro do Desterro.

## Acervo

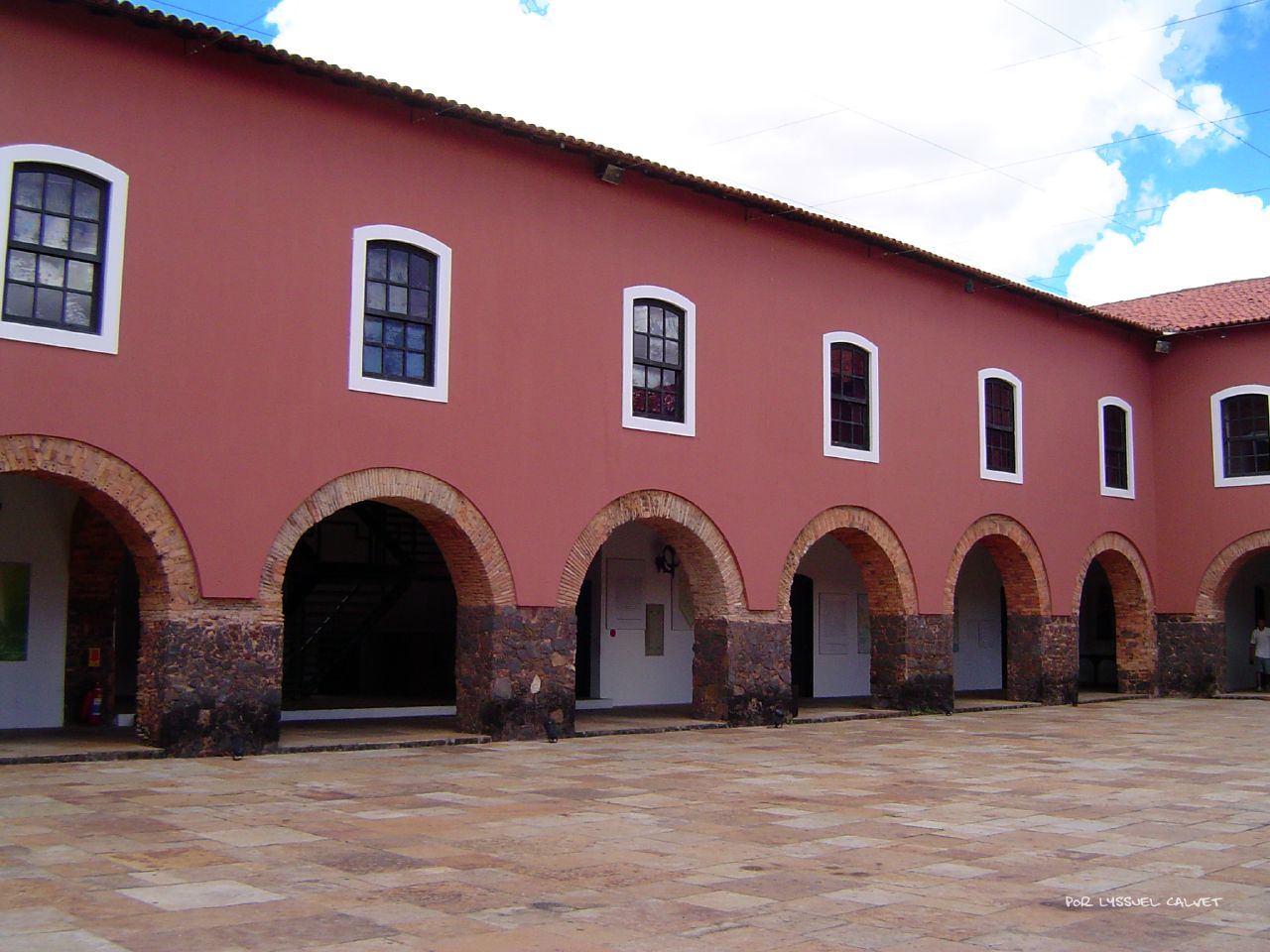
Convento das Mercês

A instituição possui museu, biblioteca, sala de restauração, audiovisual e amplo acervo documental. Tem em seu acervo uma coleção de cerca de 4.600 obras de arte, dentre pinturas, esculturas, quadros, objetos decorativos, artesanato, gravuras, mapas antigos, medalhas, faixas, condecorações, peças de arte sacra; cerca de 1 milhão de documentos relativos ao governo de Jose Sarney (1985-1990), tais como cartas, despachos, agendas, decretos, jornais, projetos, relatórios e memorandos. Há um processo de digitalização do acervo.
A Biblioteca Padre Antônio Vieira, da FMRB, tem um acervo bibliográfico constituído por 23.733 volumes, sendo 3.217 de obras raras, com destaque para textos de padre Antônio Vieira.
O museu fica aberto ao público de segunda a sexta, das 8h às 17:30h; e aos sábados das 8h às 12h. A entrada é gratuita.